# محمد سالیو کامارا
محمد سالیو کامارا (انگلیسی: Mohamed Saliou Camara؛ زادهٔ ۵ اوت ۱۹۹۶) بازیکن فوتبال اهل گینه است.
وی همچنین در تیم ملی فوتبال گینه بازی کرده است.